# Veyretia aphylla
Veyretia aphylla är en orkidéart som först beskrevs av Henry Nicholas Ridley, och fick sitt nu gällande namn av Dariusz Lucjan Szlachetko. Veyretia aphylla ingår i släktet Veyretia och familjen orkidéer. Inga underarter finns listade i Catalogue of Life.